# Lyman, Ukraina
Lyman (ukrainska: Лиман [ɫɪˈmɑn] lyssna (fil)), före 2016: Krasnyj Lyman (ukrainska: Красний Лиман, "Röda Lyman") är en stad i Donetsk oblast i östra Ukraina. Staden beräknades ha 20 066 invånare i januari 2022.